# Encadrement (art)
Pour les articles homonymes, voir Encadrement et Cadre.

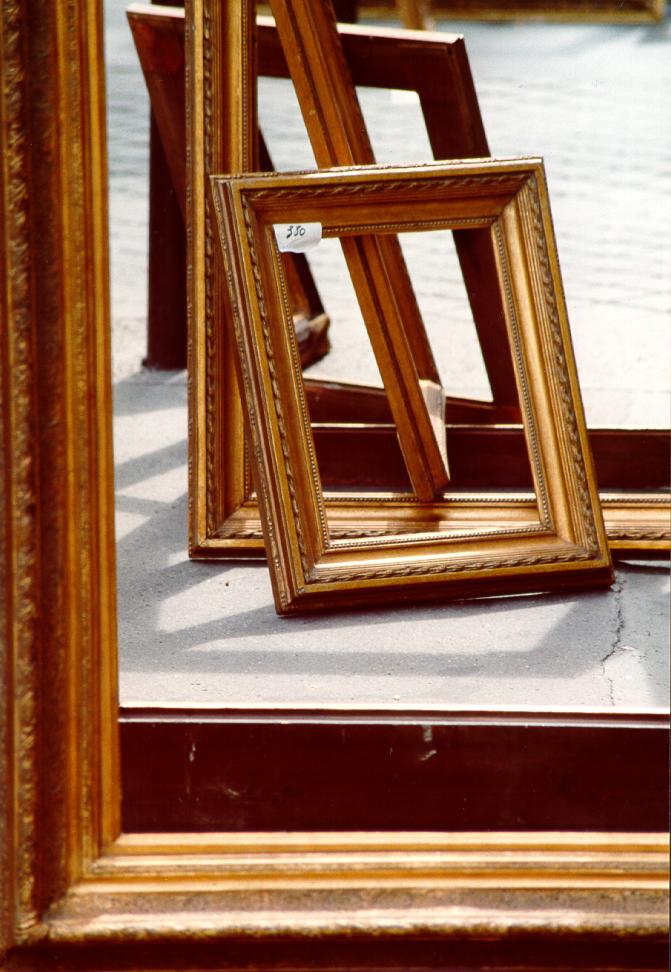
Cadres en bois

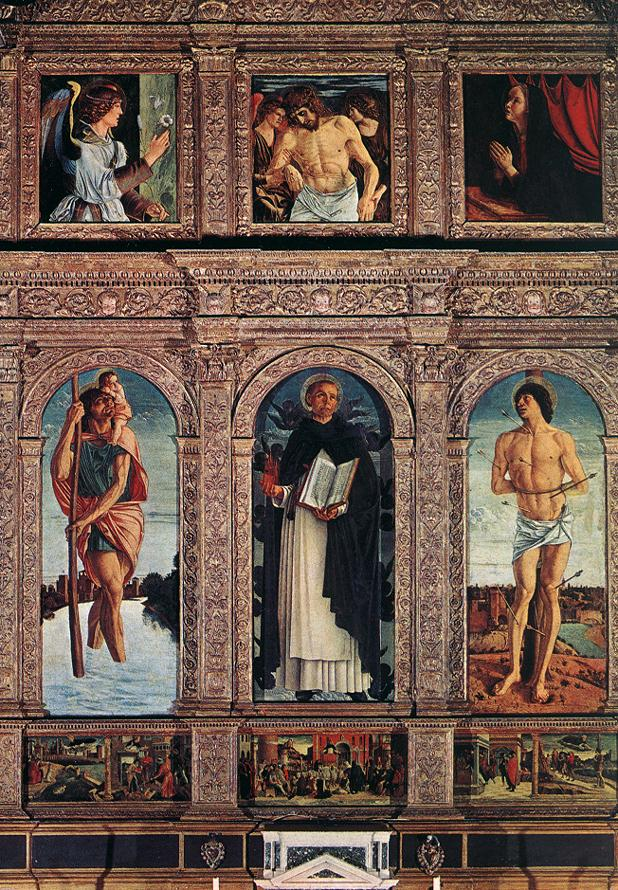
Encadrement de type architectural sur un polyptyque de 1464

L'encadrement d'une œuvre d'art (peinture ou photographie majoritairement), pour la mettre en valeur et la protéger, est le moyen qui consiste à l'entourer d'une bordure, qui en limite et explicite le cadrage défini par son cadre. Par métonymie, le mot cadre se substitue au terme encadrement fait par la bordure  (un cadre photo) et est indifféremment employé dans le reste de cet article.
Le professionnel de l'encadrement est appelé un encadreur.

## Définition

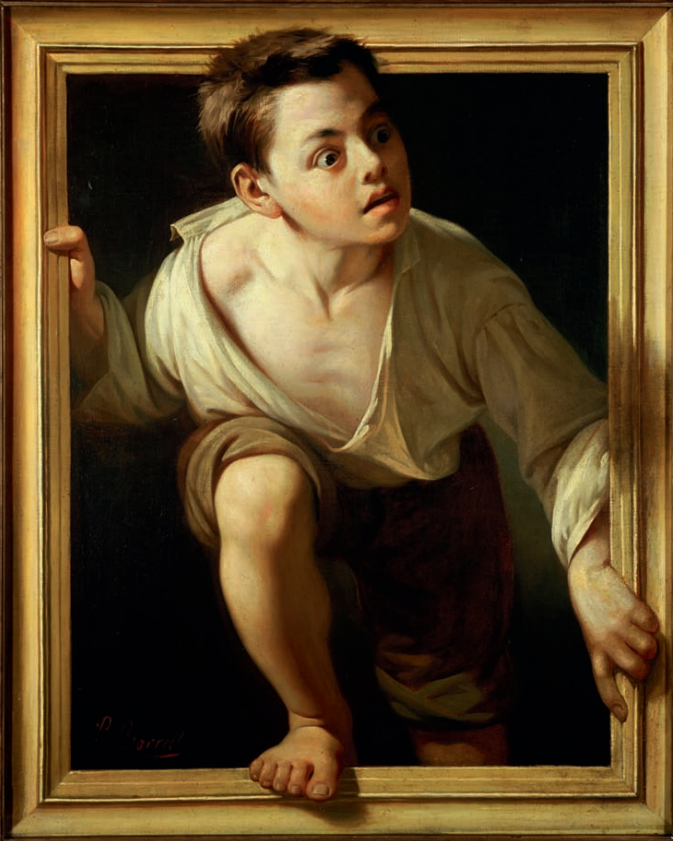
Fuyant la critique, un trompe-l'œil de Pere Borrell del Caso (1874)

Le mot bordure a longtemps désigné l'encadrement lui-même : on parle des bordures des XVIIe et XVIIIe siècles.
Si sa fonction semble évidente (protection, renforcement, informations diverses apposées sur son cartel dans les musées) le choix de la qualité de ses composants (dorure, métal, verre, etc.) a longtemps été le signe de la valeur qu'accordait le propriétaire à l'œuvre encadrée.
Mais outre ces fonctions pratiques, il faut considérer l'encadrement comme le moyen de rendre évident qu'on se trouve devant une représentation et non devant le réel. L'encadrement précise le cadre, le limite et articule le passage entre le monde extérieur et l'œuvre. La fresque murale elle-même peint ses bordures pour en limiter l'action, de même que la tenture figurée d'une tapisserie.
A contrario, la technique du trompe-l'œil cassera ce principe en se passant de cadre ou en feignant d'en accepter le principe (manteau peint sur un cadre, peint lui-même) ; le maniérisme en usera également  et le baroque avec le débordement des personnages dans ses fresques.

## Histoire
Au cours des périodes artistiques, les matériaux utilisés ont changé ainsi que le style de l'encadrement : d'architectural dans les polyptyques du Moyen Âge, de type « cathédrale » ou « tabernacle » à la Renaissance, de bois ou d'écaille dans la peinture hollandaise, il s'orne de motifs héraldiques, de végétation, de frises géométriques, à la suite de l'invention du mastic et du plâtre moulé au XIXe siècle pour copier les anciens, et en Italie ses motifs sont historiés et son assemblage à embrèvement à l'époque baroque. L'Adoration des mages (1423) de Gentile da Fabriano est le premier retable composé d'un panneau et d'un cadre en deux parties distinctes, ce qui en fait le premier cadre indépendant tel que nous le connaissons aujourd'hui. Dotés de palmettes sous Louis XIV, surmontés d'un bouquet enrubanné sous Napoléon III, les cadres ayant la forme moderne actuelle apparaissent au XVe siècle.
Certains cadres ont été exécutés par l'exécutant du tableau, lui-même voulant maîtriser son œuvre complètement et certains encadrements sont reconnus comme des œuvres d'art à part entière : des ébénistes célèbres comme André-Charles Boulle créent des cadres, certains les signent ; le cadre du portrait de Louis XV, attribué à Carle Van Loo dans la salle de comédie du château de Parentignat, est classé monument historique en 1972.

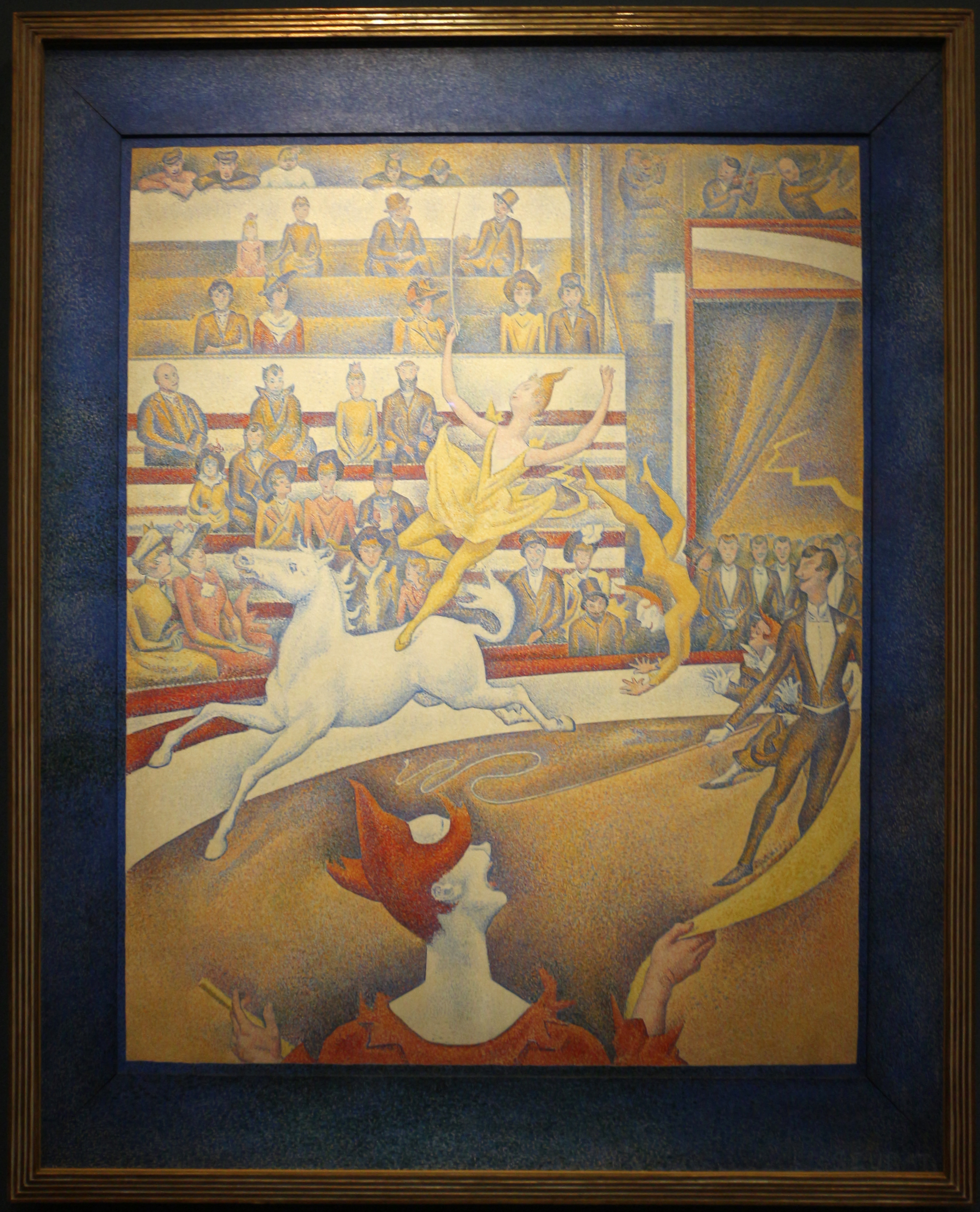
Le Cirque de Georges Seurat, avec un cadre en bois peint en bleu par l'artiste.

Le cadre lourd du XVIIIe siècle revient à la mode chez les contemporains, mis en valeur par des peintres comme Auguste Renoir, Pierre Bonnard mais Malevitch et Mondrian exposent sans cadre. Rothko peint les bords du châssis pour en éviter l’encadrement. Certains types de châssis dits « galerie » offrent une toile fixée non sur les bords du châssis, mais à l’arrière, en sorte que les bords peuvent être peints ou pas, mais permettent d’accrocher l’œuvre sans cadre.

## Styles
Pour les tableaux, il existe plusieurs styles classiques d'encadrement, notamment à base en bois (précieux ou non), le plus souvent doré, et parfois sur un décor de stuc.

### Cadre de retable, d'iconostase ou de jubé

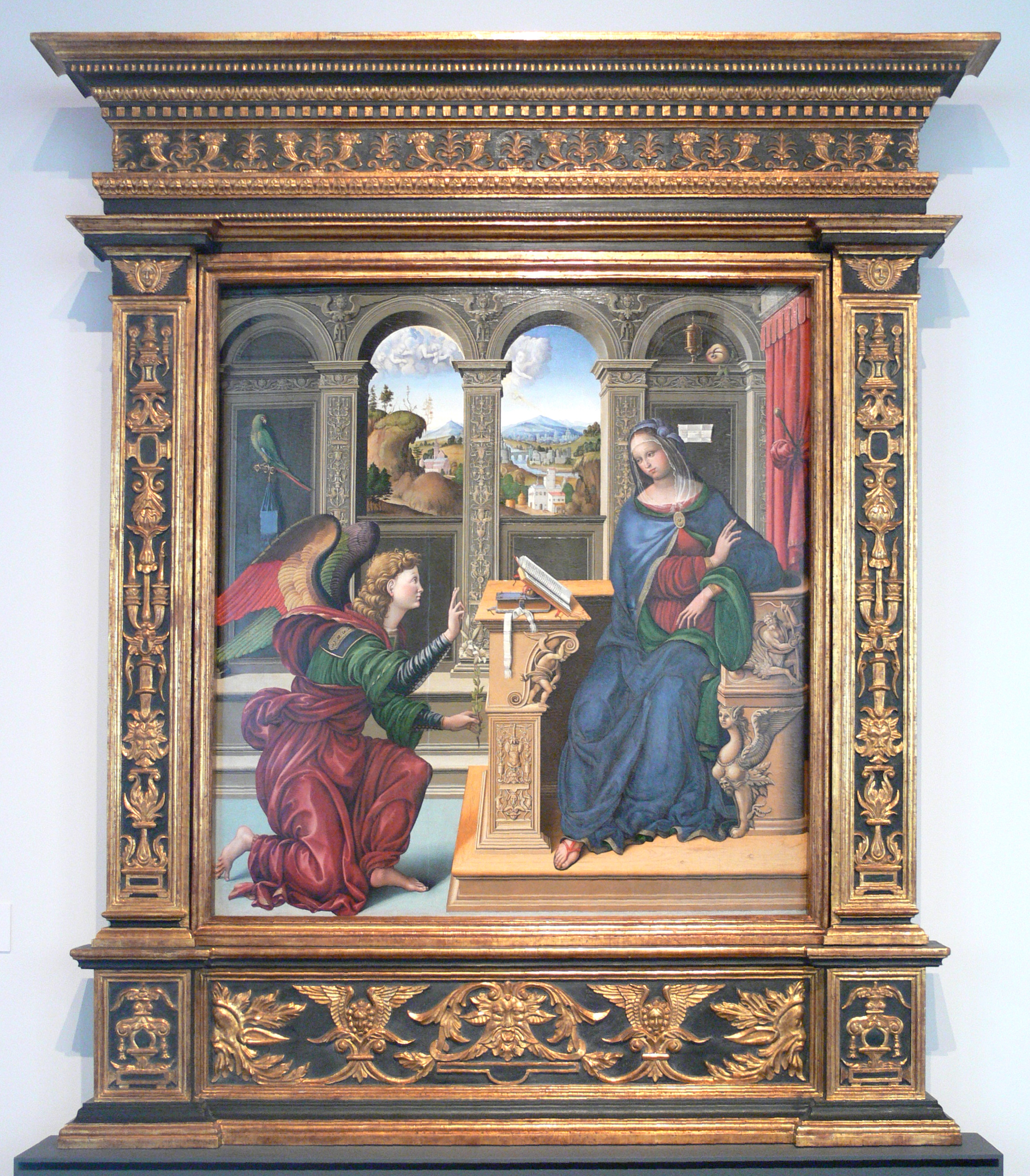
Annonciation, Lucques (Italie), vers 1500.

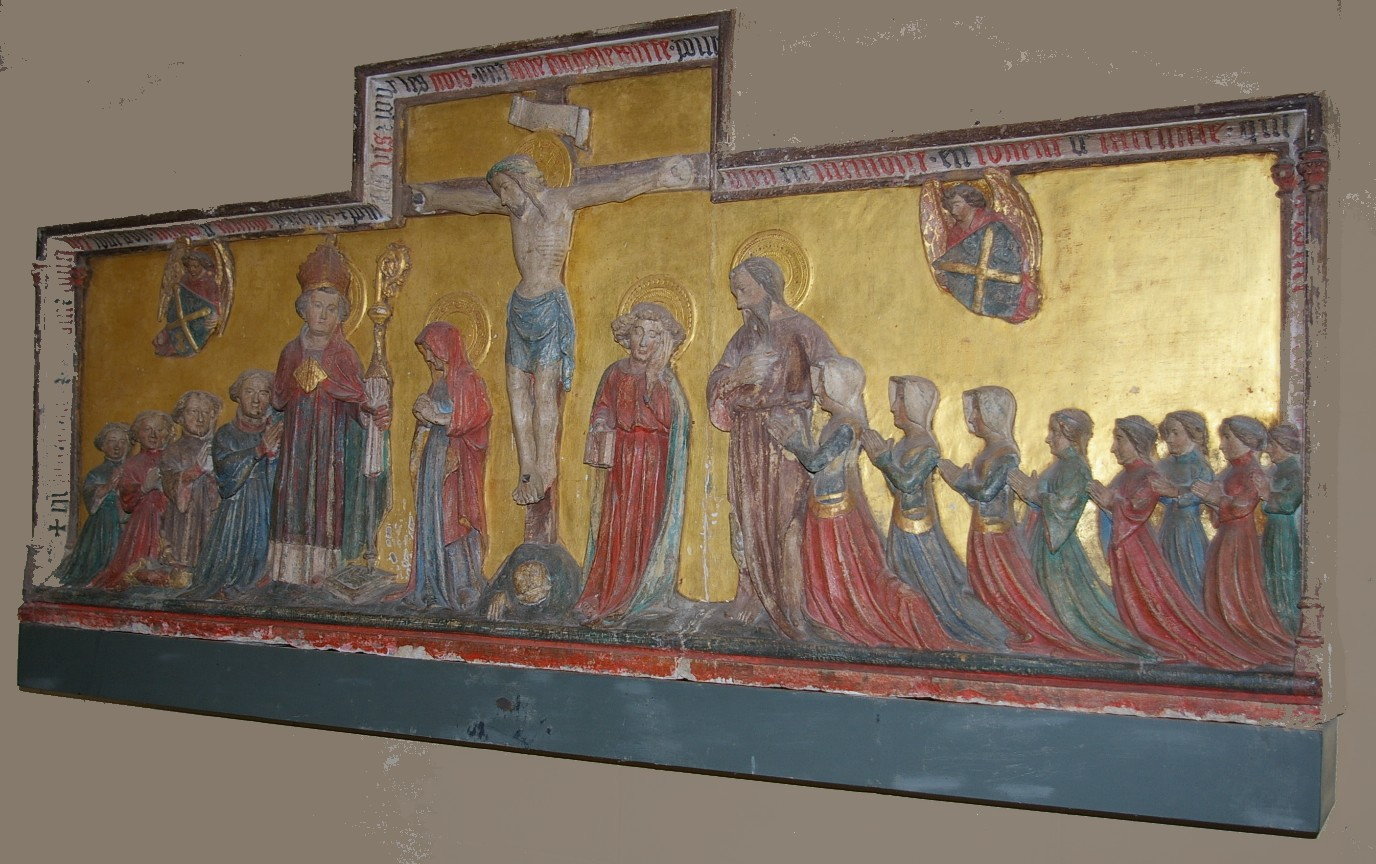
Église de Saulges (Mayenne), 1401.

Un retable est un décor figuré sculpté ou peint posé au-dessus d'un autel, dans un édifice chrétien. Dans le même type d'édifice, le chœur peut être séparé de la nef par un jubé ou une iconostase.
Les cadres de retable étaient à l'origine en pierre, compris dans l'œuvre sculptée, sur le modèle des tombeaux de marbre antique (arcatures). Avec le développement des retables à panneaux fermant, le bois sculpté est apparu, enrichi de fins décors gothiques flamboyants (XVe – XVIe siècle) dont il existe encore de beaux exemples aux musées du Louvre ou de Cluny (Paris), ou au Musée des Cloîtres (New-York). Certains encadrements étaient ornés de figures sculptées ou non, ou encore d'un texte.
Au cours du XVIe siècle, l'influence du maniérisme architectural en vogue en Europe pousse à une épuration des décors. Les cadres de tableaux s'élargissent, et l'on développe les cadres légers, pour les œuvres de petite taille comme les portraits.
Avec la disparition des retables à parties amovibles, au profit de retables architecturés, le style des encadrements de type religieux suit l'évolution des styles profanes.

### Cadre de portrait

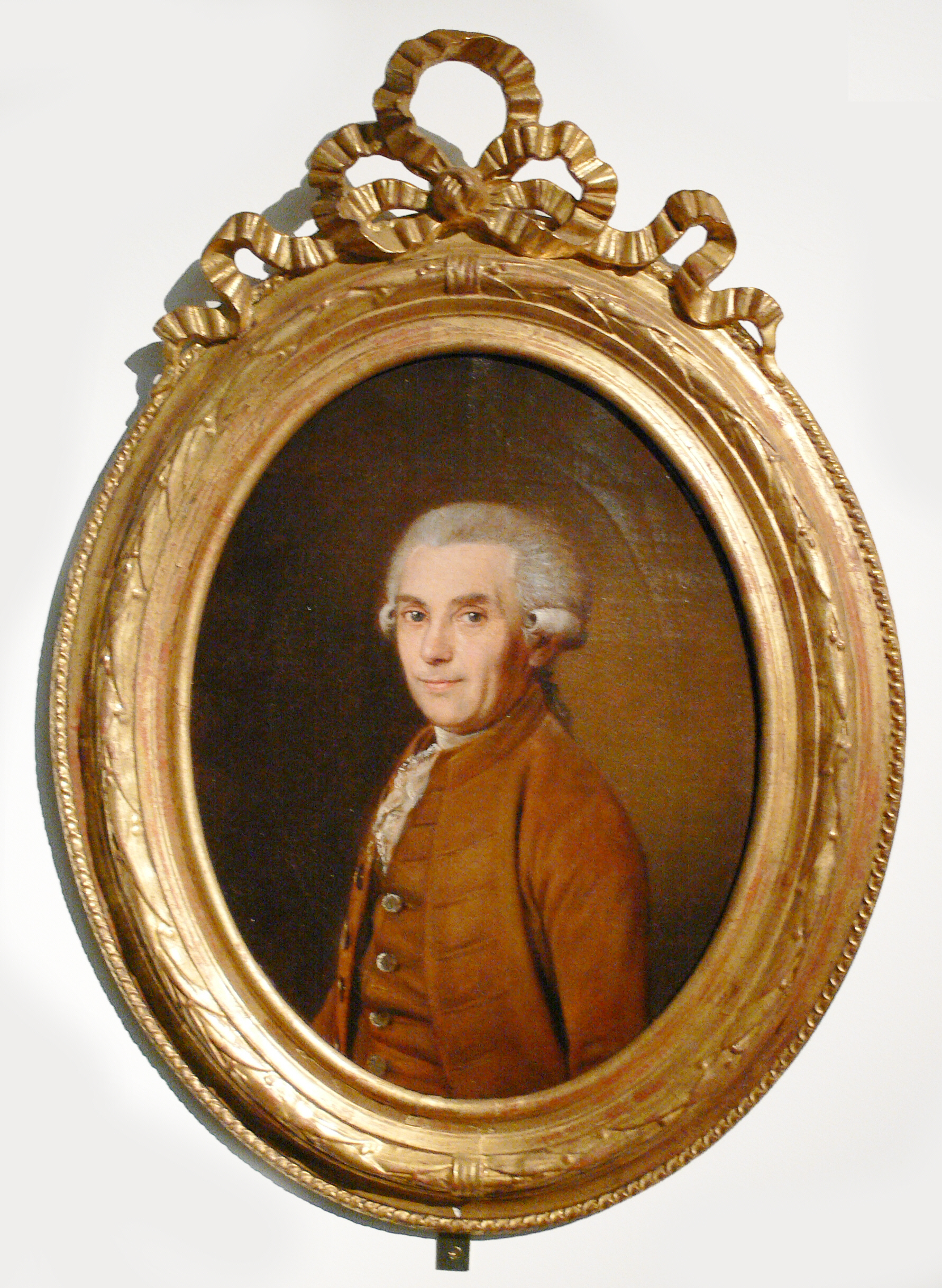
Portrait d'un bourgeois allemand, fin XVIIIe siècle, Musée Reiss-Engelhorn, Mannheim.

La vogue des portraits individuels ne prend véritablement son essor qu'à partir du XVIe siècle, notamment dans l'aristocratie germanique, et un peu en France, Italie et pays scandinaves. Cela devient un phénomène de grande ampleur au cours des deux siècles suivants, dans toute l'Europe. Les cadres sont d'abord de style maniériste, à décor simple ou à incrustations géométriques. Certains sont en bois d'ébène, comme pour les tableaux de l'école hollandaise.
Le XVIIe siècle développe l'usage du stuc recouvert d'or en feuille. Du décor géométrique sous Louis XIII, on passe au décor floral progressivement, pour ne trouver au début du XVIIIe siècle que des cadres de style baroque. Les rubans n'apparaissent qu'avec l'époque du classicisme. De même, les portraits sont portés sur des miniatures dont les cadres sont très souvent ovales.
Les cadres de portrait s'agrandissent notamment au XIXe siècle avec des cadres de portrait de pied, ou de cour royale ou impériale. Le style s'épure à nouveau, avant de passer à une période dont l'éclectisme rejoint là encore les périodes de l'architecture et de la mode stylistique. 
La raréfaction progressive des portraits peints, au fur et à mesure que se démocratise l'usage de la photographie, voit disparaître peu à peu les cadres de portraits dont le style est calqué sur l'évolution architecturale. Les encadrements photographiques sont en général simples dans leur facture, et parfois standardisés, proches des encadrements de gravures.
Au cours du XXe siècle, les cadres autres que rectangulaire deviennent des exceptions.

### Cadre de tableau

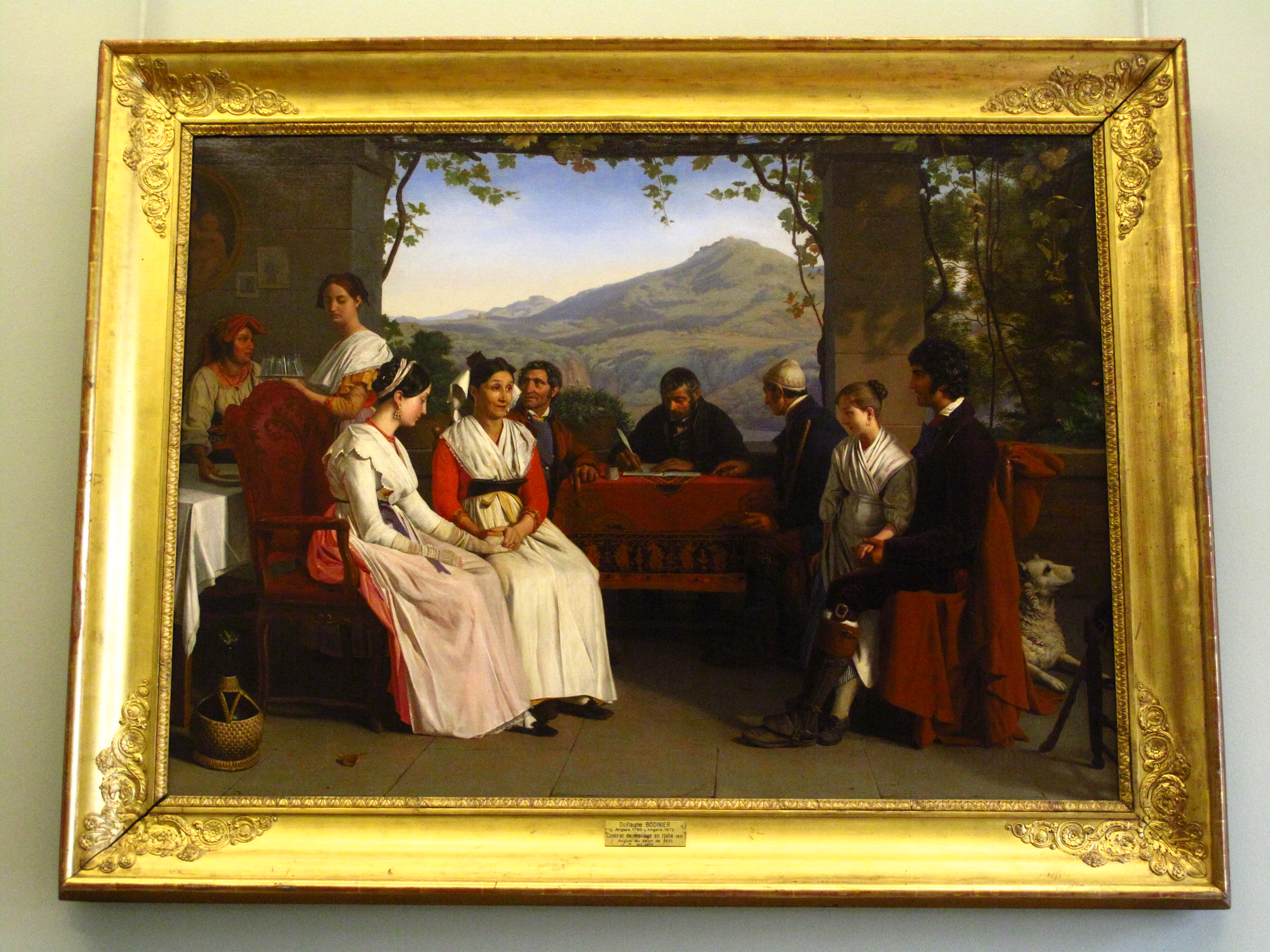
Cadre d'époque Restauration du tableau de Guillaume Bodinier Contrat de mariage en Italie 1831, Paris, musée du Louvre

Le sujet religieux est d'abord le sujet principal des tableaux qui ne sont pas des portraits, puis viennent les scènes de vie rurale ou domestique, puis les scènes légendaires ou mythologique et enfin la vogue des paysages. Le XIXe siècle est de toutes les vogues et de tous les styles, avant la nette rupture de l'art moderne puis contemporain. Le style des encadrements des tableaux suit la même évolution que celui des portraits peints.
Une certaine généralisation des styles met en vogue au milieu du XXe siècle le cadre dit « Montparnasse », au décor patiné plutôt que doré, et reprenant les formes stylistiques des cadres en bois dorés rectangulaires des époques précédentes. Certains cadre sont également toilés.

## Accessoires
|  | Les armoiries du commanditaire peuvent figurer (en haut) de l'encadrement. Cela est un moyen de montrer l'importance du commanditaire et d'avoir une trace si l'œuvre voyage géographiquement et dans le temps. |

|  | Le cartel, placé sur l'encadrement, permet d'informer le visiteur dans un musée sur les caractéristiques de l'œuvre exposée. À l'origine, les œuvres étaient souvent des commandes et se trouvaient dans les demeures des commanditaires. Le cartel était un moyen de signaler l'artiste. |